# 캐리 바이런
캐리 엘리자베스 바이런(영어: Kari Elizabeth Byron, 1974년 12월 18일 ~ )은 미국의 방송인이자, 예술가로, 《호기심 해결사》에서 실험 검증 직원으로 출연하고 있다.